# Antiga Fàbrica Colomer Germans
L'Antiga Fàbrica Colomer Germans és un edifici de Mataró (Maresme) catalogat com a bé cultural d'interès local. A principis del segle xxi se'n va enderrocar una part, i la resta està destinada a habitatges.

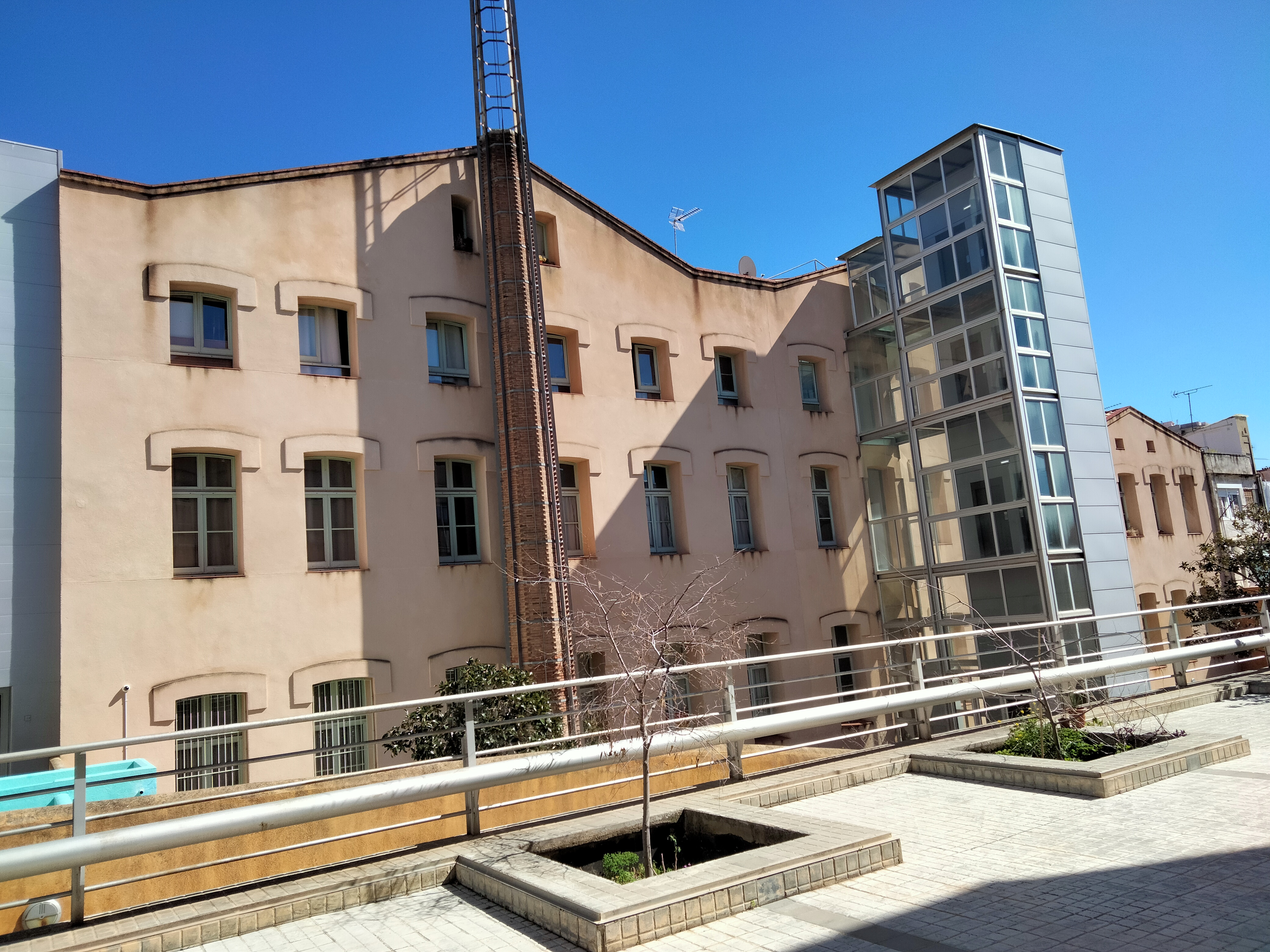
Façana del pati, amb la xemeneia adossada

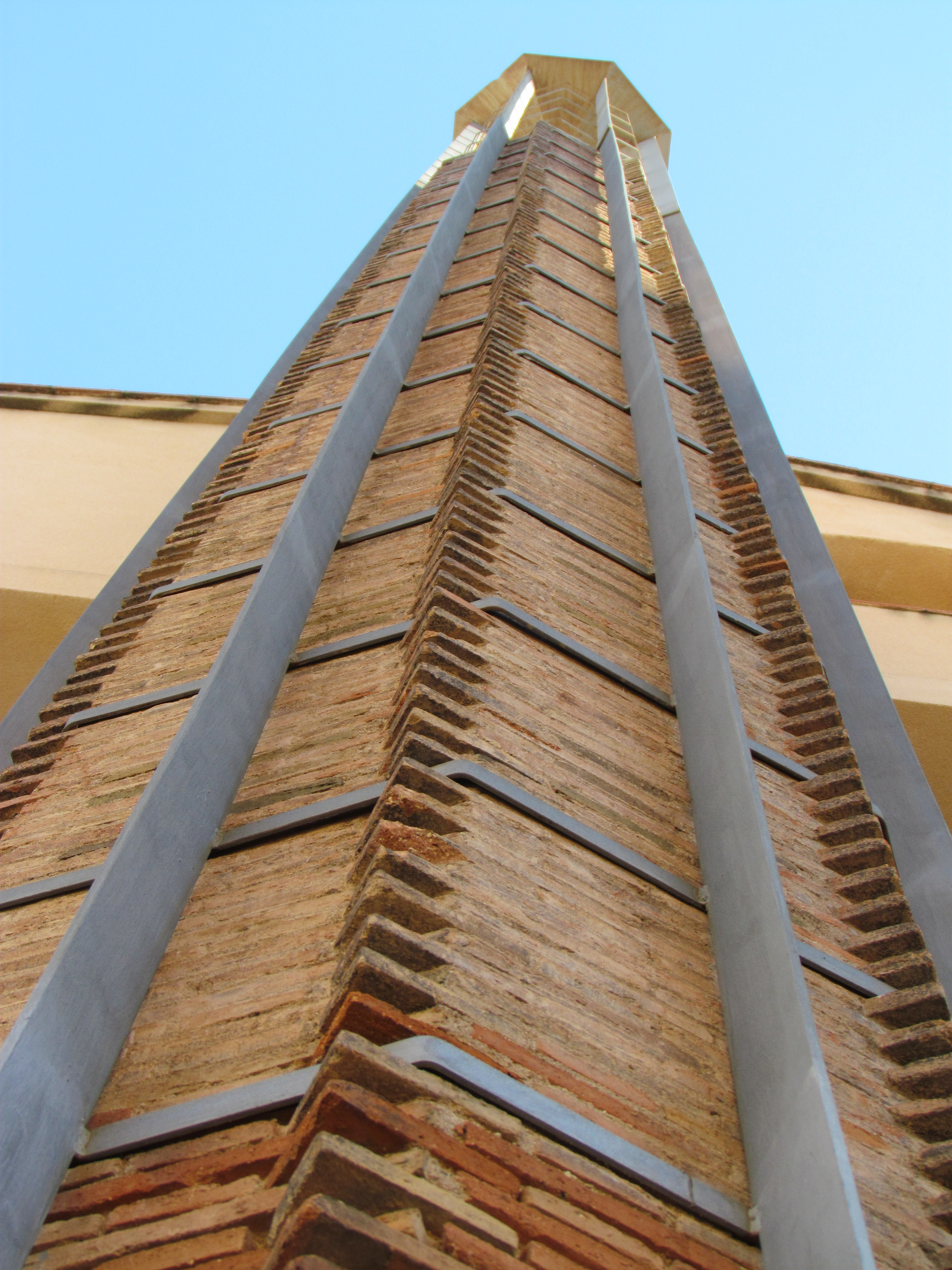
Detall de la xemeneia

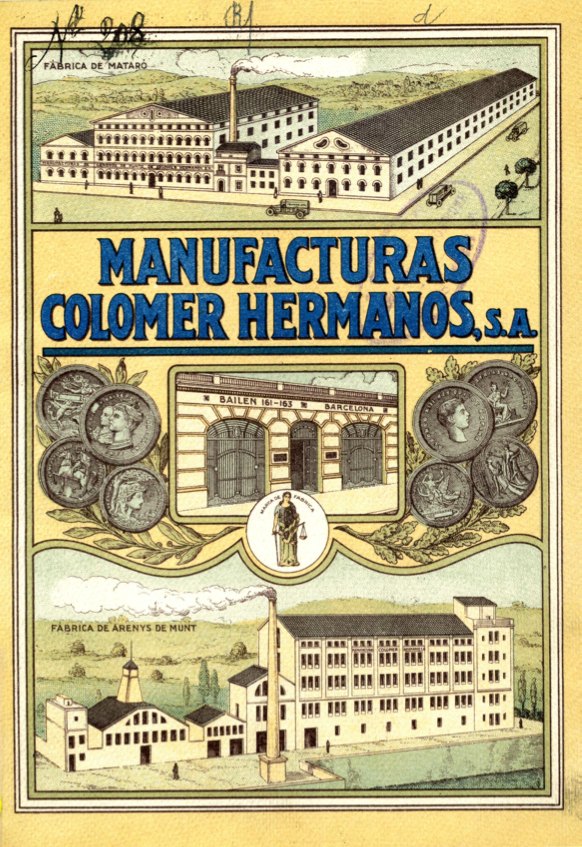
Programa de la Junta d'accionistes de 1929

## Història

### Jaume Baladia
Jaume Baladia era un fabricant de filats de Mataró establert en un modest taller fins que el 1840 va iniciar la construcció d'una fàbrica als terrenys de L'Havana, on després es formaria el carrer del Prat. El 1842 va rebre, entre altres aportacions, 42.270 rals del seu nebot Gaietà Marfà i Baladia, fill de la seva germana Teresa i el mitger Gaietà Marfà i Guanyabens. Tanmateix, aquesta fàbrica va funcionar poc temps, i el setembre del 1844 es va incorporar com a director tècnic de la indústria cotonera Busqueta i Sala, fundada per Jaume Busqueta i Guitart i Ignasi Sala i Basany, i en la qual prendria una participació.

### Els Colomer
L'any 1880 s'hi instal·là l'empresa Narcís Colomer i fills, fundada per Narcís Colomer i Filvà. El 1885 s'incorporà com a soci J. o Carles de Wild, probablement alemany o flamenc, i l'empresa passa a anomenar-se Colomer i Fills i de Wild, que va adquirir maquinària alemanya, muntada per Gustau Gnauck, tècnic d'una empresa constructora instal·lada a Chemnitz. L'any 1888, l'empresa va obtenir la medalla de plata a l'Exposició Universal de Barcelona, els anys 1897 i 1898 el diploma d'honor a la Exposición de Industrias Nacionales de Madrid, el 1900 la medalla de plata a l'Exposició Universal de París i el 1910 la medalla d'or a l'Exposició Universal de Brussel·les.
Constituïda en societat regular col·lectiva l'any 1890, Colomer Germans es va convertir en societat comanditària el 1902, amb la incorporació com a nous socis del banquer Jaume Recoder i Miquel Albà, propietari de finques a Barcelona. Aquest increment de capital permeté l'expansió als nous mercats de l'Amèrica Llatina.
La fàbrica estava equipada amb una màquina de vapor de 4 CV, construïda per Alexandre Germans de Barcelona, i va incorporar l'electricitat amb una dinamo, construïda als tallers de Francesc Vivó, també de Barcelona. Disposava de maquinària alemanya –cottons i rectilínies– i remalloses angleses. El 8 d'abril del 1904, en passar per Mataró en tren el rei Alfons XIII, amb una breu parada a l'antiga estació del davant del carrer de Sant Agustí, va ser obsequiat, a més d'un ram de flors, amb un lot de mitges i mitjons de seda de la fàbrica, que ostentava el títol de proveïdor de la Casa Reial.
Segons una informació apareguda a El Mercurio l'any 1911, hi havia d'una plantilla de 400 treballadors, 300 màquines, una producció anual de 100.000 parells de mitges i mitjons i una superfície total, entre els dos edificis, de 6.000 m². Al voltant del 1916 obriren botiga i magatzem al carrer de la Boqueria, 7, de Barcelona, i més tard es traslladaren al carrer de Bailèn, 161. L'any 1916, l'empresa habilità un segon edifici, construït l'any 1834 al carrer del Prat, 2, cantonada amb el carrer de Sant Ramon, sembla que primer ocupat per la fàbrica Xarau i, posteriorment, el 1881, per Guinovart i Cia. L'edifici va ser ampliat l'any 1926, segons els plànols signats per Tomàs Colomer i Volart, representant de l'empresa, i l'arquitecte Gaietà Cabañes, autor del projecte d'ampliació.
A la dècada del 1920, l'empresa va iniciar la construcció d'un edifici de planta baixa i quatre pisos a Arenys de Munt, obra del constructor Andreu Roca, de la mateixa localitat, amb la intenció d'instal·lar un complex industrial de gran magnitud. L'any 1927, amb l'edifici pràcticament enllestit, les obres es van paralitzar per la mort de Josep Colomer i Volart, diputat de la Mancomunitat de Catalunya per la Lliga Regionalista. El febrer del mateix any, l'empresa ja s'havia constituït en la societat anònima Manufactures Colomer Germans, amb seu social al carrer de Roger de Llúria, 28 de Barcelona, i un capital de 5.015.000 pessetes, desemborsat en les ⅔ parts.
El 1931, l’empresa suspengué provisionalment pagaments, i després de la Guerra Civil continuà la producció. Les seves accions arribaren a cotitzar a la Borsa de Barcelona i poc després va passar a formar part del grup d'empreses de Julio Muñoz Ramonet (Muñoz Fabril SA). L'activitat industrial cessà el 1975.

## Descripció
Conjunt format per dos edificis de planta baixa i dos pisos amb una ampliació de planta baixa i pis. El conjunt es completa amb una xemeneia no visible des del carrer. L'edifici respon directament al planejament funcional pel que fou bastit. Presenta una estructura de pilars de fosa i sostres de voltes de maó de pla atirantades. La coberta és a dues aigües amb el carener perpendicular al carrer. La façana, austera i digna, es caracteritza pel ritme seriat de les finestres i presenta un acabat arrebossat. Està gairebé exempta d'ornamentació a excepció d'una cornisa continua que remata l'edifici i les llindes de les finestres.
La xemeneia, situada a la façana del pati de la fàbrica, és una construcció d'obra vista de secció hexagonal, sense base ni remat superior; sembla que fou escapçada fa uns anys.